# Kommissar Mike Morgenstern
Die Kommissar Mike Morgenstern-Reihe ist eine von Richard Auer seit 2009 geschriebene und im Emons Verlag erschienene Serie von bisher elf Regionalkrimis, die weitgehend im Eichstätter Raum spielen. Als Grundthema greift er in jedem Band eine Besonderheit der Gegend auf. Hauptfigur der Serie ist Kommissar Mike Morgenstern, der zusammen mit seinem Kollegen Peter Hecht Fälle im Altmühltal löst.
Der erste Band Vogelwild hatte bis 2023 eine Auflage von 15.000 Exemplaren. Für die Gesamtreihe werden je nach Quelle Auflagen von bis zu 10.000 oder 15.000 Büchern je Band genannt.

## Entwicklung
Nachdem der Autor 2008 aus familiären Gründen in die Halbtagsarbeit wechselte, blieb trotz der Kinderbetreuung Zeit für das Schreiben von Büchern. Als Inspiration für sein Vorhaben gab Richard Auer die Krimireihe um Kommissar Kluftinger an, ohne diesen kopieren zu wollen. Ursprünglich spielte er mit dem Gedanken, seine Regionalkrimis in der ganzen Region Ingolstadt spielen zu lassen, beschränkte sich bisher wegen des ausreichenden Materials jedoch auf die Region Eichstätt. An seinem Schreibstil änderte Auer nach eigener Aussage in den zehn Bänden nichts.
Wie der Autor in einem Interview sagt, sucht er sich Anfangs ein Hauptthema. Um dieses baut er den Fall auf, sucht beispielsweise nach geeigneten Handlungsortschaften. Die Handlungsweise der Kommissare ist bewusst wenig strukturiert und darauf angelegt, Fälle schnell zu lösen, ehe sich Sonderkommissionen bilden können. In die Figur Morgensterns hat er viel von sich selbst eingearbeitet, wie Richard Auer angibt. Genau genommen könne man der Wahrheit nahekommen, Morgenstern und Hecht als eine Mischung seiner Persönlichkeit zu sehen.

## Protagonisten
Kriminaloberkommissar Mike (Michael) Morgenstern ist ein zu Beginn der Reihe 42 Jahre alter Mann, der der Beschreibung nach mit Vorliebe eine ausgewaschene Jeansjacke und braune, hohe Cowboystiefel trägt. Damit drückt er einen unrealistisch erscheinenden Traum nach einem Motorradführerschein und einer USA-Reise aus. Seine Jacke wird ihm am Ende des vierten Falls eher unwiederbringbar in Rom gestohlen, taucht im fünften Fall ohne Erklärung erneut auf und wird im zehnten Fall von seinem Sohn Marius an dessen Bekannte Lisa verschenkt. Nach und nach werden ihm vom Autor körperliche Besonderheiten zugeschrieben. Am Ende des zweiten Falls trägt er Kontaktlinsen, lässt sich im dritten Band am rechten Oberarm ein Tattoo mit dem Denkmalschutzsymbol stechen und hat im zehnten Fall mit einem Tinnitus zu kämpfen. Ursprünglich in Nürnberg tätig, wurde er aus dem Leser und dem Autor unbekannten Grund an eine neue Dienststelle im Polizeipräsidium von Ingolstadt versetzt. Angedeutet wird nur, dass er sich einmal nicht im Griff hatte und in Nürnberg mit einem Günther Lebzelter zusammenarbeitete. Seitdem wohnt er in Eichstätt und sehnt sich beruflich und privat nach Nürnberg zurück. Er fährt einen alten roten Land Rover.
Morgenstern ermittelt zusammen mit dem in Schrobenhausen beheimateten Kriminaloberkommissar Peter Hecht. Den Wohnort setzte Auer ursprünglich an, um mit den Krimis auch in der Hopfen- und Spargelgegend agieren zu können, was sich im späteren Schreibprozess als unnötig erwies. Hecht wird als schlanke, große Person beschrieben, die oft hellblaue Polohemden und dunkelbraune Cordhosen trägt. Nicht nur wegen seiner Figur und dem Wohnort wurde ihm der von ihm ungeliebte Spitzname Spargel verliehen, sondern auch wegen des Verkaufs von Spargel vom Hof seiner Schwester im Kommissariat. Der Ermittler ist geschieden und kämpft noch immer mit der Trennung. Auf Grund seiner Stenokenntnisse übernimmt er üblicherweise die Notizen. Hecht spielt Orgel und interessiert sich für deutsche Balladen sowie für Abhandlungen der Großen der Weltgeschichte.
Mit dem siebten Fall führt Richard Auer die blonde und ihre Haare zu einem Pferdeschwanz bindende Kommissarin Antonia Grabsky als eine die beiden Kommissare unterstützende Figur ein. Spätestens mit dem zehnten Fall ist sie Kriminaloberkommissarin, wird am Ende des elften Bands erneut in diesen Rang befördert. Im neunten Band ist die Vegetarierin etwa 30 Jahre alt. Beschrieben wird sie als forsch, impulsiv, intelligent und emanzipatorisch. Die sportliche Frau ist im Fechtclub tätig und in einem Laientheater aktiv.
Vorgesetzter der Kommissare ist der eher humorlose Kriminaldirektor Adam Schneidt. In den Romanen fällt er besonders durch seine gesellschaftlichen Aktivitäten auf. So ist er Mitglied im Rotary Club, ist Ritter vom Heiligen Grab zu Jerusalem und im Verein der Museumsfreunde des Bayerischen Armeemuseums Ingolstadt. Er ist Jäger und war Faschingsprinz der Narrwalla.
Durch die Fälle im Eichstätter Raum kommen die beiden Oberkommissare regelmäßig mit den Polizisten der dortigen Inspektion in Kontakt. Häufig genannt werden der Inspektionsleiter und Hauptkommissar Manfred Huber sowie der als etwas beleibter und gemütlich agierend beschriebene Polizist Ludwig Nieberle.
Je nach Fall bindet Richard Auer die Familie des Romankommissars mehr oder weniger in die Geschichte ein. Morgensterns Frau Fiona – eine Abkürzung für Florentina –, wird als emanzipierte und feministische Frau mit Interesse an ökologischen Themen beschrieben. Sie hilft beim Ortsverband von Amnesty International mit und ist im elften Band beim BUND Naturschutz tätig. Als Hobby malt sie. Die weltanschaulichen Unterschiede zu ihrem Mann greift der Autor immer wieder als kleinen Spannungsbogen auf, aber auch andere Themen wie ihre vorherige Beziehung mit dem Biker und Kneipenwirt Charly. Die abendlichen Gespräche der beiden führen gelegentlich zu neuen Denkansätzen in den Kriminalfällen. Die Söhne Bastian und Marius finden immer wieder Erwähnung, häufig in Zusammenhang mit einem Fall. An ihrem Alter ist ein Zeitsprung der Handlung ab Band 9 nachvollziehbar. Während sie in den ersten Bänden 7 und 9 Jahre alt sind, in einem Band dazwischen auch 8 und 10 Jahre, sind sie in den Büchern ab 2021 über fünf Jahre älter. Im neunten Band ist Marius 16 Jahre und Schüler am Willibald-Gymnasium, in den folgenden beiden Bänden ist er wieder 15 Jahre und sein Bruder Bastian 13 Jahre, wobei letzterer zu dem Zeitpunkt die Rebdorf-Realschule besucht.

## Romane

### Band 1: Vogelwild (2009)
Grundthema des Falls sind die Jurasteinbrüche bei Solnhofen und die zugehörigen Fossilienfunde, insbesondere des Archaeopteryx.
In den Wintershofener Steinbrüchen wird die verschüttete Leiche von Mustafa Önemir gefunden. In seiner Arbeitshütte entdeckt Morgenstern Fotos von seltenen Fossilien, darunter einen Archaeopteryx. Seinen Abbruchbereich hat Önemir von den Schredl-Natursteinwerken gepachtet, denen er wertvolle Funde abgeben müsste, stattdessen jedoch den Schwarzmarkt bedient. Abgesehen von einem Radler, der vom Hund eines Spaziergängers gebissen wurde, gibt es für den Tatzeitpunkt keine verdächtigen Beobachtungen.
Der Tat verdächtig erscheint Ali Akatoblu, der seit kurzem Mitarbeiter des Opfers ist und bei ihm Schulden hat, der anfangs jedoch spurlos verschwunden ist. Aus seiner Wohnung wird ein Archaeopteryx gestohlen. Anhand einer Zeugin können als Täter die Studenten Markus Däumling und Bernhard Graupner ermittelt werden.
Die Bäuerin Carola Messmer wird zum Opfer eines Raubmords. Im Familienbesitz befand sich seit Jahrzehnten ein Archaeopteryx-Fossil, das gestohlen wurde.
Als die beiden Kommissare die Studenten aufsuchen wollen, erfahren sie, dass diese mit ihrem Dogmatik-Professor Joachim Heine und zwei Fossilien auf dem Weg zur Steinbrechanlage von Erkertshofen sind. Das Trio, Anhänger der wörtlichen Auslegung der biblischen Schöpfungsgeschichte, möchten die ihrer Ansicht nach falschen Beweis für die Evolutionstheorie zerstören. Als die Kommissare die Vernichtung verhindern wollen, gerät der Professor mit einem der Fossilien in Händen in die Anlage und kommt dabei um. Die beiden Studenten gestehen den Mord an Carola Messmer.
Als Morgenstern der finanziell gebeutelten Firma Schredl die Nachricht überbringt, der nicht zerstörte Archaeopteryx gehöre nun ihnen, entdeckt er bei dem langjährigen und dem Betrieb sehr loyal verbundenen Mitarbeiter Josef Brunner eine Bisswunde. Wie Brunner gesteht, wollte er Önemir den illegalen Fossilienhandel nachweisen. Als ihn dieser verhöhnte, ermordete er ihn.

### Band 2: Walburgisöl (2010)
Das titelgebende Walburgisöl ist eine als Heilmittel verwendete Flüssigkeit, die aus dem Sarkophag der heiligen Walburga austritt.
Die im Roman aufgegriffene Hinrichtung basiert lose auf einer wahren Geschichte. Am Kriegsende wurden Valentin Kriegl und Ludwig Lamour hingerichtet, da sie die Sprengung der Spitalbrücke verhindern wollten.
In einem Wald in der Nähe von Eichstätt wird der achtzigjährige Jäger Matthias Schreiber erschossen aufgefunden. Sein Sohn Walter verdächtigt eine bisher unbekannte Person, die im Revier eine Gams gewildert hat. Über eine des Verkaufs von gewildertem Fleisch verdächtige Wirtin suchen die Ermittler Erwin Zachinger auf, in dessen Keller sie eine Gämse-Trophäe finden. Eine am Tatort gefundene Eintrittskarte kann ihm zugeordnet werden. Er gibt zu, den Mord aus der Ferne beobachtet, den Täter aber nicht gesehen zu haben.
Auch den Sohn des Opfers haben die Kommissare in Verdacht. Gegen den Willen seiner Frau gibt ihnen Walter Schreiber sein Jagdgewehr mit. Wie die Ballistiker herausfinden, wurde diese Waffe bei einem Banküberfall in Nandlstadt verwendet. Schreibers Schwager kann überführt werden, doch im Mordfall hilft diese Erkenntnis nicht weiter.
Bei der Beerdigung des Mordopfers sehen die Kommissare eine alte Frau und verfolgen sie, verlieren ihre Spur jedoch bei der Walburgagruft. Anhand des Anliegenbuchs in der Kapelle können sie die Frau als Walburga Zinsmeister identifizieren. In Gesprächen mit ihr erfährt Morgenstern eine Geschichte vom Ende des 2. Weltkriegs. Zinsmeister verliebt sich in einen Soldaten und wird schwanger. In den letzten Kriegstagen will ihr Freund mit zwei Gleichgesinnten die Sprengung der Brücke über die Altmühl verhindern, wird verraten und erhängt. Das Mordopfer war einer der Verräter.
Doch nicht Walburga Waldmeister beging den Rachemord. Morgenstern verdächtigt ihren Enkel Jonas, doch dieser kommt bei der anschließenden Flucht um. Zwar vermutet der Kommissar, dass Jonas den Schuss nicht abgegeben hat, sondern dessen Freundin – eine Schützenkönigin –, verfolgt diesen Verdacht jedoch nicht weiter.

### Band 3: Hausbock (2012)
Als Grundthema des dritten Romans wählte Auer die für die Gegend typischen Jurahäuser und die Erhaltung derselben. Der Autor wuchs selbst in einem solchen auf. Die Larve des Hausbockkäfers schädigt das Gebälk der alten Häuser.
Beim Großbrand einer Mühle im Anlautertal wird der Eigentümer und Richter Rupert Ledermann erschlagen aufgefunden. Seine von ihm getrennt lebende Frau Elvira wohnt mit ihrem Lebensgefährten in München, der Sohn Aurelius arbeitet als Rechtsanwalt in Düsseldorf und das schwarze Schaf der Familie, die Tochter Raphaela, ist in der Autonomenszene unterwegs. Einem Vorurteil folgend verdächtigen die Kommissare im ersten Moment Elviras Lebensgefährten, einen Serben.
Auch die Tochter Raphaela erscheint wegen ihrer Vorgeschichte verdächtig. Deren Bekannter Andreas Bachmeier wurde vor Jahren von Ledermann wegen eines Drogendelikts verurteilt. Kurz vor dem Mord wird er bei der Mühle gesehen. Er beteuert, dem stolzen Mühlenbesitzer aus Rache den Hausbock ins Gebälk gesetzt, jedoch mit dem Mord selbst nichts zu tun zu haben.
Da es eine Brandstiftungsserie gibt, gerät der junge Feuerwehrmann Kevin Hofmeier ins Visier der Ermittler. Tatsächlich gibt er zu, die anderen Brände gelegt zu haben, nicht jedoch den an der Mühle.
Raphaela Ledermann ahnt, wer ihren Vater ermordet hat. Es ist der Denkmalpfleger Lothar Pfunder, der gegen Geld Gefälligkeitsgutachten erstellt. Ledermann kam ihm auf die Spur, zeigte ihn allerdings nicht an, sondern erpresste seitdem Geld von ihm. Raphaela lockt Pfunder in die Friedhofskapelle des Westenfriedhofs, die gerade wegen Schadtierbefall mit Gas befüllt ist, und will ihn dort sterben lassen. Durch Zufall erfährt Morgenstern von ihrem Aufenthaltsort, folgt ihr und rettet Ledermann aus der Kirche. Es ist dennoch zu spät, er stirbt kurz darauf im Krankenhaus.
Nebengeschichte ist der Versuch von Morgensterns Ehefrau Fiona, ein renovierungsbedürftiges Jurahaus zu kaufen. Ihr Mann verhindert das Vorhaben, indem er in das bevorzugte Objekt heimlich tote Hausbockkäfer legt.

### Band 4: Teufelsmauer (2013)
Der Name Teufelsmauer ist eine im Volksmund verwendete alternative Bezeichnung für einen Abschnitt des Limes. Der fiktive Augustuspark-Plan hat seinen Ursprung im gescheiterten Limes-Park-Projekt von Ellingen.
Die Limeskönigin Barbara Breitenhiller wird erdrosselt und in ein Kettenhemd gekleidet in einem Dorfweiher versenkt. Zuletzt wurde sie beim Limesfest in Kipfenberg gesehen, wo sie sich mit zwei anderen Königinnen eine Schlägerei lieferte. Das Opfer war als Partygirl bekannt und wechselte häufig ihre Beziehungen. Aktuell war sie mit einem Werner Bauernfeind liiert. Ein vorheriger Freund war der Finanzbeamte Gundekar Russer. Im Sand verläuft die Recherche um die Kartoffelkönigin Monika Weinzierl, dem Breitenhiller ihren damaligen Freund Russer ausgespannt hatte.
Nachdem Bauernfeind mit Russer auf dem Limesfest einen Streit hatte, und der Finanzbeamte zudem vom Onkel des Opfers als Stalker bezeichnet wird, konzentrieren sich die Kommissare auf diese Spur. Sie folgen und befragen Russer, der gerade mit einer historisierenden Kohorte einen mehrtägigen Fußweg am Limes entlang zurücklegt.
Eine andere Spur sind die Hintergründe um den geplanten Augustus-Park. Dieser römische Vergnügungspark hat in Heinrich Piezka einen besonders hartnäckigen Gegner des Vorhabens. Doch Piezka wird ebenfalls zum Mordopfer, als er mit dem Mountainbike auf seiner üblichen Route in einen Draht fährt.
Russer erzählt den Beamten von psychischen Problemen und zwei Selbstmordversuchen seiner Ex-Freundin. Zudem habe Breitenhiller in ihren Alpträumen von ihrem Onkel und Taufpaten gesprochen, dem Monsignore Johann Breitenhiller. Die Beweise fehlen, und so wird dem Priester beim Römerfest in Möckenlohe eine Falle gestellt. Dieser kommt nicht selbst, sondern er schickt den Auftragsmörder, der bereits seine Nichte und den Parkgegner tötete. Als der Killer fliehen will, erschießt ihn Russer mit einer römischen Waffe.
Nach dem gescheiterten Vertuschungsversuch erhängt sich der Monsignore an der Stelle, an der er seine Nichte missbraucht hat.

### Band 5: Lammauftrieb (2015)
Grundthema ist die Vermarktung des Altmühltaler Lamms. Der Altmühltaler Lammauftrieb findet jährlich in Mörnsheim statt.
Der Schäfer Franz-Xaver Heiß wird mit durchschnittener Kehle inmitten seiner Schafherde aufgefunden.
Während der Befragung der Mutter erscheint Ibrahim Moussadi, dem Heiß kein lebendes Schaf mehr geben wollte, was zum Streit führte. Moussadis islamisch-türkischer Verein wird kurz darauf vom bayerischen Verfassungsschutz verboten. Nach seiner Flucht ins Ausland entdecken die Ermittler ein blutiges Messer, das jedoch nicht mit dem Mord in Zusammenhang gebracht werden kann.
Der Schäferwagen des Opfers wurde mit Graffiti besprüht. Als Täterin kann die Studentin Saskia Remmele ermittelt werden, die für eine Anzeige des Schäfers wegen Tierquälerei sorgte. Sie übte mit ihren Sprühereien Rache, da die Schafe ihre illegale Marihuana-Plantage aufgefressen hatten.
Über einen Koch erfahren die Ermittler vom Restaurant-Besitzer Georg Deininger, der in seinem Lokal billiges Lammfleisch als teures Altmühltaler Lamm verkaufen soll. Der Qualitätsprüfer Birner, der hier eine Kontrolle durchführte, wird tot in der Isar aufgefunden. Deininger ist anfangs nichts nachweisbar. Erst als die Ermittler in der Tonne seines Bruders Roland den Schäferstock des Opfers entdecken, löst sich der Fall. Bei der Verhaftung nimmt Roland den Heimatminister als Geisel, stürzt im anschließenden Gerangel einen Felsen hinab und stirbt. Vorher belastet er seinen Bruder Georg als Auftraggeber des Mordes an dem Schäfer, da dieser ihn erpresst hat.

### Band 6: Altmühlhexen (2017)
Grundthema ist die Hexenverfolgung im Hochstift Eichstätt, insbesondere durch Johann Christoph von Westerstetten im 17. Jahrhundert.
Das verunglückte Auto des Bundestagsabgeordneten Nikolaus von Westerstetten wird zwischen Hofstetten und Pfünz gefunden, er selbst ist verschwunden. Am Gedenkstein für die Opfer der Hexenverfolgung oberhalb von Eichstätt wird eine verkohlte Leiche gefunden. Es könnte sich um den Gesuchten handeln.
Westerstetten hat in der Verwandtschaft seiner Vorfahren den Fürstbischof Johann Christoph von Westerstetten, der im siebzehnten Jahrhundert besonders an der Hexenverfolgung beteiligt war und diese förderte. Das Augenmerk der Kommissare fällt daher auf die pensionierte Lehrerin Anita Bodenschenk aus Ingolstadt, die vom Nachfahren des Fürstbischofs eine Entschuldigung für das damals begangene Unrecht verlangte, was dieser verweigerte. In ihrem Auto wird Stroh gefunden, das jedoch nicht zu dem Ballen passt, mit der die Leiche am Richtplatz verbrannt wurde.
Ein anderer Verdacht richtet sich auf Westerstettens politische Aktivität und da um sein Vorhaben, Waffenlieferungen in den Nahen Osten durchzusetzen. Ein Agent des Mossad ist ihm auf den Spuren. Vermutlich hat dieser sogar mit dem durch die Spurensicherung entdeckten Sprengsatzes am Unglückswagen zu tun, doch mehr ist ihm nicht nachweisbar.
Die Ermittler nehmen mit dem Vorgänger-Bundestagsabgeordneten Thomas Daffner Kontakt auf, der von Westerstetten aus dem Amt gedrängt wurde. Während der Befragung stirbt er an einem Herzinfarkt. So suchen die Kommissare dessen Ex-Frau Beate und die gemeinsamen beiden Kinder auf. Morgenstern entdeckt in deren Wohnung ein Buch über Schizophrenie. Dramatisch wird es, als die ebenfalls an Schizophrenie erkrankte Tochter Theresia die neue Lebensgefährtin Daffners entführt und in der Uhlbergruine verbrennen will, was die Ermittler in letzter Sekunde verhindern können. Westerstetten jedoch wurde durch Beate getötet, die ihm die Schuld an der Verbrennung einer als Hexe beschuldigten Vorfahrin gab.

### Band 7: Willibaldsruh (2018)
An der im Attenfelder Forst gelegenen Wallfahrtskapelle Willibaldsruh soll einst Willibald vom Pferd gefallen sein.
Der junge Bauer Willibald Bieber wird von seinem Vater tot in einem Gärtank aufgefunden.
Die Nachbarn der Biebers, Carsten und Annika Stiller, organisierten einen Protest gegen die Schweinezucht von Willibald. Eine an einem Silo des Bauernhofs angebrachte Wildkamera zeigt Bilder von einer rein sexuell motivierten Affäre von Willibald und Annika. Zeitweise flüchtet sie vor ihrem Mann, der sie schlägt. Doch statt ihn anzuzeigen, kehrt sie wieder zu ihm zurück. Beweise, er könnte der Täter sein, gibt es nicht.
In der Gegend wurden von einer unbekannten Person Stahlstangen in Maisfeldern angebracht, um die Erntemaschinen zu zerstören. Die Kommissarin Antonia Grabsky, die mit dem Fall betraut ist, gibt den Ermittlern Hinweise und beteiligt sich an den Mordermittlungen. Grabsky findet die Firma, die vor fünfzehn Jahren die Stahlstangen bezogen hat. Der Inhaber, Berthold Hirmer, scheint sich in die Ecke gedrängt zu fühlen, legt falsche Spuren und bringt sich am Ende scheinbar selbst um. Doch er starb bereits vor dem inszenierten Selbstmord. Eine Zeugin sieht ein Motorrad von Fundort der Leiche wegfahren.
Willibalds Bruder Konrad betreibt mit seiner Freundin Jessica einen finanziell vermutlich klammen Pferdehof. Die beiden Brüder waren aufeinander nicht gut zu sprechen. Wie sein Vater besitzt Konrad ein Motorrad. Jessica gibt zu, Hirmer aus Notwehr erschlagen zu haben, als dieser in der Nacht eine Stahlstange als falsche Spur auf ihrem Pferdehof hinterlegen wollte. Mit dem Tod an Willibald dagegen hat sie nichts zu tun.
Ein weiterer Tod beschäftigt Mike Morgenstern. Willibalds Mutter starb an einer Leberzirrhose. Im Keller der Biebers tauchen verdorbene Fleischkonserven auf, und der Kommissar vermutet, ihr Sohn habe sie damit vergiftet, um den Hof erben zu können.
Willibalds Vater Simon Bieber verkauft kurz nach dem Tod alle Schweine. Am Tatort wird eine Uhr gefunden, die ihm zugeordnet werden kann. Er gibt den Mord an seinem Sohn zu und gibt als Grund die großen Änderungen an, die es nach der zu frühen Übergabe des Hofes gab.

### Band 8: Reliquienraub (2020)
Grundthema sind Heilige und der Prozess der Heiligsprechung, hier besonders in Bezug auf Anna Schäffer und Resl von Konnersreuth.
In einem Stauwehr der Altmühl wird die strangulierte Leiche des Domkapitulars Engelbert Eisengruber gefunden. Wie Bischof Ulrich Haubner und Generalvikar Armin Seidl berichten, war er mit der Lösegeldübergabe für die aus dem Eichstätter Dom gestohlenen Reliquien des heiligen Willibald betraut. Eine Hälfte der Reliquien wurde bereits gegen Lösegeldzahlung zurückgegeben.
Ein Zeuge hörte ein Streitgespräch zwischen einem Mann vom Bauamt und der Ingolstädter Goldschmiedin Gianna Almoni, da sie auch durch den Widerspruch von Eisengruber einen Auftrag nicht bekam. Wie sie zugibt, ist das Opfer Vater ihres kleinen Sohnes Angelo.
Bei einem Nürnberger Autohändler und einem Ingolstädter Fahrradhändler tauchen Geldscheine aus der Erpressung auf. In Nürnberg gab der Stricher Patrick Küppers das Geld aus. Als die Ermittler seine Wohnung betreten, explodiert eine Bombe, durch die ein Nachbar stirbt. Küppers selbst wird erschlagen aus der Donau geborgen. In Ingolstadt war der Käufer des Fahrrads der Vater von Almoni. Seine Tochter gibt zu, das Geld anonym in ihrem Briefkasten gefunden zu haben. Am Umschlag sind Eisengrubers Fingerabdrücke zu finden.
Ein Besuch bei den Eltern von Eisengruber zeigt, dass das Opfer bereits vier Wochen vor Bekanntwerden des Reliquienraubs davon erzählte. Zudem habe er sein Auto verkaufen wollen, was die Ermittler mit Geldnot in Verbindung bringen. Als die Kommissare seine Haushaltshilfe Theresia Maier aufsuchen, entdecken sie bei ihr den Rest der Reliquien. Sie fand beim Putzen die Knochen in einem Karton und wurde dabei von Eisengruber ertappt. Er beichtete ihr sein Problem. Von Küppers, dessen Dienste er in Anspruch genommen hatte, wurde er erpresst. Daher brachte er ihn nach der zweiten Geldforderung um. Maier hätte darüber geschwiegen, wenn Eisengruber bei einer Seligsprechung ein positives Gutachten ausgesprochen hätte. Als dieser sie nur auslachte, schlug sie ihn bewusstlos und erdrosselte ihn.

### Band 9: Endstation Altmühltal (2021)
Grundthema des Buchs ist die Geschichte der in Titting geborenen und in Eichstätt verstorbenen Soldatin Johanna Sophia Kettner, die im 18. Jahrhundert als Mann verkleidet fünf Jahre bei der kaiserlichen Armee gedient hat.
Der Regisseur und Filmproduzent Robert Neumayer kehrt in seine Heimatstadt Eichstätt zurück, um einen Kinofilm über Johanna Sophia Kettner zu drehen. Die Schauspielerin Luzie Petterson ist die Hauptdarstellerin. Wegen eines Stalkers soll sie durch die örtliche Polizei Personenschutz erhalten. Die Aufgabe wird Antonia Grabsky zugewiesen, während Specht und Morgenstern im Hintergrund agieren sollen.
Das ändert sich, als im tiefen Brunnen der Willibaldsburg die Leiche der Kulturschaffenden Klara Brandl gefunden wird. Die Eichstätterin suchte für den Film Drehorte aus. Sie kannte Neumayer bereits in ihrer Jugend, hatte eine Beziehung mit ihm. Wenige Jahre zuvor schrieb sie das titelgebende Bühnenstück Endstation Altmühltal. Wie sich herausstellt, verfasste ursprünglich sie das Drehbuch über Johanna Sophia Kettner. Neumayer stahl es während ihrer Beziehungszeit und gab es nun in nur leicht abgewandelter Form als eigenes Werk aus.
Ein zweiter Mord wird gemeldet. Der Tote ist Marvin Meck, der sich als der bisher unbekannte Stalker von Petterson erweist. Er fängt die Schauspielerin bei einer Joggingrunde ab. Sie erschlägt ihn in Notwehr und berichtet davon Neumayr. Anstatt die Polizei zu rufen, beseitigt er die Leiche.
Auf Grund der Ermittlungen zum Drehbuch kommt Morgenstern anfangs zufällig und später bewusst mit dem Drehbuchautor Max Bleichinger in Kontakt. Dieser ist dafür zuständig, Neumayers Vorlage spontan an die lokalen Gegebenheiten anzupassen. Durch Zeugenaussagen lassen sich die Anwesenden bei Brandls Todessturz auf Bleichinger und Petterson eingrenzen. Er gibt den Gemeinschaftsmord an Brandl zu. Sein Motiv war, keinen Lohn für seine Arbeiten am Drehbuch zu bekommen. Die Schauspielerin wiederum sah in Brandl eine Konkurrentin um die Liebe von Neumayr.

### Band 10: Altmühlstille (2023)
Auers Grundthema ist hier mit der Denunziation erstmals ein überregionales Thema, da sie sich in den Vorjahren sehr verbreitet hat. Regional greift der Autor die alten, teils miteinander verbundenen Kellergewölbe in der Altstadt von Eichstätt auf.
Während des Eichstätter Altstadtfestes wird der Querulant Holger Hirsch tot in seiner Wohnung am Marktplatz aufgefunden. Seine Ohren sind mit Zinn ausgegossen. Es gibt keine Zeugen, die jemanden das Haus betreten hätten sehen. Der mögliche Täterkreis ist groß, da er zahlreiche Menschen verklagt hat.
Mehrere Spuren führen zu Mitgliedern des Motorradclub White Eagles. Der Nachtwächter Alfred Göbel wurde vom Opfer wegen seines zu lauten Nachtwächterhorns verklagt. Mit dem Handwerker Franz Gebauer hatte Hirsch eine Auseinandersetzung, da er diesem unsachgemäße Arbeit am Bau nachweisen und damit die Kosten für die Ausführung erzwingen wollte. Die Glockensachverständige Thekla Langenmeier, mit der das Opfer eine Auseinandersetzung wegen der Lautstärke der Glocken von St. Walburg hatte, ist mit dem Clubmitglied Hugo Langenmaier verheiratet. Das Clubmitglied Markus Hornbeck wiederum hat eine Stichverletzung, die er als Motorradunfall vertuschen möchte.
Am Ende geben drei Mitglieder des Motorradclubs zu, Holger Hirsch kurz vor dem Mord in dessen Wohnung unter Druck gesetzt zu haben, damit er ihnen den Mietvertrag des ihm gehörenden Vereinsheims nicht kündigt. In der Folge kommt es zu einem Streit zwischen Göbel und Hornbeck, bei dem der Nachtwächter seinen Clubkollegen mit der Hellebarde verletzt. Den Mord an Hirsch streiten sie ab.
Während eines Abends im nur wenige Häuser von Hirschs Wohnung entfernten Irish Pub sieht Morgenstern Hirschs Anwältin Anita Beer den Toilettenbereich zwar verlassen, aber vorher nicht betreten. So entdeckt er den Zugang zu den alten Kellern der Altstadt. Sie führen im Roman bis zur Wohnung des Opfers. So konnten die Täter ungesehen zu ihm gelangen. Beer führt eine heimliche Beziehung mit der Grundschullehrerin Emma Stürzinger, die gleichzeitig die Nichte von Hirsch und dessen einzige, wenn auch nicht uneigennützige Unterstützerin ist. Stürzinger ist laut Testament Alleinerbin. Als Hirsch seine Nichte durch ein neues Testament enterbte, planten die beiden spontan den Mord an ihm und tauschten das Testament gegen die alte Version aus. Morgenstern kommt den beiden auf die Schliche, als im Bankschließfach des Opfers das neue Testament auftaucht. Die beiden Frauen beschuldigen sich daraufhin gegenseitig des Mordes an Holger Hirsch.

### Band 11: Altmühlwölfe (2025)
Der Autor greift als Grundthema seines Romans die Wiederausbreitung der Wölfe in Deutschland auf regionaler Ebene auf.
Der mit seiner Frau seit ein paar Jahren im Altmühltal wohnhafte Christian Bergmüller wird in seinem Wald im Gungoldinger Forst durch einen Kehlbiss getötet. Eine Probe aus der Bisswunde weist die DNA eines Wolfs nach. Die Ermittlungen durch die Polizei werden – nicht zuletzt durch politischen Populismus und vorauseilenden Gehorsam durch den Polizeipräsidenten – eingestellt.
Nachdem die Leiche auffallend rasch eingeäschert wird und alle Untersuchungsergebnisse spurlos verschwinden, obwohl die Wunden eher durch einen scharfen Gegenstand als durch ein Wolfsgebiss entstanden sein dürften, beauftragt Kriminaldirektor Schneidt seine Kommissare Morgenstern und Hecht mit heimlichen Ermittlungen. Bergmüller hatte viele Menschen gegen sich aufgebracht. Er wickelte als Unternehmensberater die in Geldnot geratene lokale Natursteinefirma Breindl ab. In seinem Wohnort Arnsberg versuchte er seine Vorstellungen zur Dorfverschönerung durchzusetzen. Und vom Jäger wollte er das in naher Zukunft neu ausgeschriebene Pachtgebiet übernehmen. Selbst seine Ehefrau empfand ihn als rechthaberisch. Zusammen mit zwei weiteren Frauen wollte sie hinter dem Waldgebiet ihres Mannes ein Windrad bauen, doch dieser verweigerte das Durchfahrtsrecht.
Ein anonymer Hinweis führt die Beamten zum Hof des Jagdpächters, wo sie einen Wolfskopf finden, dessen DNA zu den Spuren an der Leiche passt. Die Indizien reichen jedoch nicht für eine Verhaftung. Auch die Spuren eines Wildunfalls am Auto der Ehefrau von Bergmüller weisen nicht auf einen Wolf und damit auf die mögliche Herkunft der Wolfs-DNA hin.
Als die Fotos auf der gelöschten Speicherkarte der Forensikerin wiederhergestellt werden können, lässt sich der Tod des Opfers als Mord nachweisen. Die Kommissare nutzen die neue Entwicklung und stellen dem Täter im Gungoldinger Forst eine Falle. Tatsächlich versuchen die Mörder in der Nacht ein verlorengegangenes Beweisstück zu finden. Monika Breindl, Ehefrau des Besitzers des in Konkurs gegangenen Natursteineunternehmens sowie Mitbegründerin der Windradfirma, und der ehemalige Mitarbeiter des Betriebs Martin Prauer werden ertappt. Der ihnen durch die Insolvenz verhasste Bergmüller gefährdete durch die Verweigerung der Durchfahrt das neue Projekt. Daher musste er sterben. Bergmüller war dabei nicht das erste Opfer von Prauer. Auch den vor fünfzehn Jahren verschwundenen Buchhalter des Betriebs brachte er um.

## Buchausgaben
1. Vogelwild. Emons Verlag, Köln 2009, ISBN 978-3-89705-651-0.
2. Walburgisöl. Emons Verlag, Köln 2010, ISBN 978-3-89705-763-0.
3. Hausbock. Emons Verlag, Köln 2012, ISBN 978-3-89705-958-0.
4. Teufelsmauer. Emons Verlag, Köln 2013, ISBN 978-3-95451-133-4.
5. Lammauftrieb. Emons Verlag, Köln 2015, ISBN 978-3-95451-709-1.
6. Altmühlhexen. Emons Verlag, Köln 2017, ISBN 978-3-7408-0037-6.
7. Willibaldsruh. Emons Verlag, Köln 2018, ISBN 978-3-7408-0452-7.
8. Reliquienraub. Emons Verlag, Köln 2020, ISBN 978-3-7408-0764-1.
9. Endstation Altmühltal. Emons Verlag, Köln 2021, ISBN 978-3-7408-1315-4.
10. Altmühlstille. Emons Verlag, Köln 2023, ISBN 978-3-7408-1944-6.
11. Altmühlwölfe. Emons Verlag, Köln 2025, ISBN 978-3-7408-2380-1.

## Rezensionen
Im Literaturmagazin Bayern im Buch wurden mehrere von Auers Bänden von unterschiedlichen Rezensenten besprochen. Besonders betont wurden meist die regionalen Kenntnisse des Autors. Der Rezensent Erwin Wieser empfand den ersten Fall Vogelwild als pfiffig und den Plot interessant, störte sich jedoch an den Erzählungen aus dem Privatleben des Kommissars. Gertrud Petzenhammer nahm die Darstellung der Einwohner und des Landstrichs im zweiten Fall Walburgisöl als treffend und unterhaltsam wahr. Die Handlungsstränge der Erzählung um den angenehm unheroischen Ermittler seien geschickt miteinander verknüpft. Die Rezensentin Pauline Lindner findet die Einstufung als Oberbayernkrimi zwar von den politischen Grenzen her gesehen korrekt, weist jedoch auf die kulturell-geologische Zugehörigkeit zum fränkischen Schichtstufenland hin. Die Grundthemen wie Haussuche und Denkmalschutz im dritten Fall Hausbock hinterlassen einen biederen Eindruck, doch hinter dieser Fassade arbeite der Autor berufliche Unredlichkeit und kriminelle Energie heraus. Allerdings nutze er den möglichen Spannungsbogen abgesehen vom Ende in Teilen nicht aus. Neben Spannung und Emotion betonte Walter Elsner zum fünften Band Lammauftrieb den Humor und die Ironie, die in der Erzählung zu finden sind. Marion Sedelmayer empfand den sechsten Fall Altmühlhexen als unterhaltsam. Ebenso allgemein als unterhaltsamen Roman, den der Leser nur ungern aus der Hand legen wird, fasste Gerd Fleder den Fall Altmühlstille zusammen.

## Morgenstern-Führungen
Unter dem Titel Mit Mike Morgenstern durch Eichstätt führt Richard Auer seit 2022 regelmäßig Besuchergruppen durch Eichstätt. An verschiedenen Schauplätzen seiner Krimis erklärt er Szenen aus den Büchern und liest die entsprechenden Stellen vor. Erstmals wird 2019 eine solche Krimiführung mit sechs Schauplätzen erwähnt.